# إلما دانيلسون
إلما دانيلسون (بالسويدية: Elma Danielsson) هي صحفية سويدية، ولدت في 1 مارس 1865 في فالون في السويد، وتوفيت في 8 فبراير 1936 في Lomma ‏ في السويد.